# Adrian Schultheiss
Adrian Alexander Konstantin Schultheiss (Kungsbacka, 11 augustus 1988) is een Zweedse kunstschaatser. Schultheiss is actief als solist en traint momenteel bij Maria Bergqvist en Joanna Dahlstrand. Voorheen trainde hij onder andere bij Jevgeni Loetkov.
Op het EK van 2008 behaalde hij met de zesde plaats (en één plaats hoger dan landgenoot Kristoffer Berntsson) zijn hoogste klassering. Tijdens de Olympische Winterspelen van 2010 eindigde als vijftiende en verbeterde hij zijn totaalscore en zijn score op de vrije kür. Op het WK van 2010 eindigde hij als vijfde Europeaan in de rangschikking op de negende plaats en scoorde drie nieuwe persoonlijke records.

## Persoonlijke records
| kampioenschap       | punten | datum      | toernooi |
| ------------------- | ------ | ---------- | -------- |
| Hoogste totaalscore | 218.26 | 25-03-2010 | WK       |
| Hoogste korte kür   | 72.35  | 24-03-2010 | WK       |
| Hoogste lange kür   | 145.91 | 25-03-2010 | WK       |

## Belangrijke resultaten
| Kampioenschap           | 01/02 | 02/03  | 03/04 | 04/05 | 05/06 | 06/07  | 07/08  | 08/09 | 09/10  | 10/11  |
| ----------------------- | ----- | ------ | ----- | ----- | ----- | ------ | ------ | ----- | ------ | ------ |
| Olympische Spelen       |       |        |       |       |       |        |        |       | 15e    |        |
| Wereldkampioenschap     |       |        |       |       |       |        | 13e    | 18e   | 9e     | 25e    |
| Europees Kampioenschap  |       |        |       |       | 20e   |        | 6e     | 18e   | 12e    | 13e    |
| Nationaal Kampioenschap |       |        |       |       | Goud  | Zilver | Zilver |       | Zilver | Zilver |
| WK Junioren             |       | 19e    | 23e   | 13e   | 16e   | 14e    | 18e    |       |        |        |
| NK Junioren             | N     | Zilver | Goud  | Goud  |       |        |        |       |        |        |

 N = novice 